# Щоб не було слідів
Щоб не було слідів. Справа Гжегожа Пшемика (пол. Żeby nie było śladów. Sprawa Grzegorza Przemyka) — книга-репортаж про Ґжегожа Пшемика, автор Цезарій Лазаревич, видана у 2016 року. У 2017 році була нагороджена літературною премією «Ніке».
Прем'єра книги, опублікованої Wydawnictwo Czarne, відбулася 17 лютого 2016 року, 2-е видання — 9 січня 2017 року, а 3-є видання — 18 жовтня 2021 року.
У жовтні 2017 року книга була номінована на Історичну премію ім. Kazimierz Moczarski за 2017 рік.
У 2021 році на підставі книги було знято однойменний фільм режисера Яна Павла Матушинського.